# Stazione di Rio di Pusteria
Stazione di Rio di Pusteria vasútállomás Olaszországban, Trentino-Alto Adige régióban, Rio di Pusteria településen.

## Vasútvonalak
Az állomást az alábbi vasútvonalak érintik:
- Puster-völgyi vasútvonal

## Kapcsolódó állomások
A vasútállomáshoz az alábbi állomások vannak a legközelebb: 
- Stazione di Fortezza
- Stazione di Vandoies